# Otis Thorpe
Otis Henry Thorpe (Boynton Beach, Florida, 5 de agosto de 1962) es un exjugador de baloncesto estadounidense que disputó 17 temporadas en la NBA. Con 2,09 metros de altura, jugaba de ala-pívot.

## Trayectoria deportiva

### Universidad
Jugó durante 4 años en los Friars de la Universidad de Providence, en los que promedió 14,4 puntos y 8 rebotes por partido.

### Profesional
Fue elegido en la primera ronda del Draft de la NBA de 1984 por los Kansas City Kings, equipo que al año siguiente se trasladaría a Sacramento (California). Sus números en su primer año fueron más que aceptables para un rookie, promediando 12,8 puntos y 6,8 rebotes. Pasó 3 temporadas más en el equipo, despuntando en la última de ellas, cuando firmó 20,8 puntos y 10,2 rebotes por partido, lo que hizo que los Houston Rockets se fijaran en él, y lo ficharan en la campaña 1988-1989.
Pasó 6 temporadas y media en Texas, siendo elegido para jugar el All-Star Game en 1992 y ganando el anillo de campeón dos años más tarde. Mantiene el récord del equipo en porcentaje de tiros de campo, con un 55,9%. A mediados de la temporada 1994-95 es traspasado a Portland Trail Blazers a cambio de Clyde Drexler, pero solo jugó 34 partidos allí, fichando por Detroit Pistons para acompañar a Grant Hill como pareja de hombre altos durante dos temporadas.
Tras su paso por Detroit, sus últimas 4 temporadas las repartiría en 5 equipos diferentes, pero manteniendo en todo momento un alto rendimiento y unas más que aceptables estadísticas. Se retiró en 2001, con 38 años, en los Charlotte Hornets.

## Estadísticas de su carrera en la NBA
|  | Denota temporada en la que fue Campeón de la NBA |

### Temporada regular
| Año      | Equipo      | PJ    | PT  | MPP  | %TC   | %3P  | %TL  | RPP  | APP | ROB | TPP | PPP  |
| -------- | ----------- | ----- | --- | ---- | ----- | ---- | ---- | ---- | --- | --- | --- | ---- |
| 1984-85  | Kansas City | 82    | 23  | 23.4 | .600  | .000 | .620 | 6.8  | 1.4 | .4  | .5  | 12.8 |
| 1985-86  | Sacramento  | 75    | 18  | 22.3 | .587  | -    | .661 | 5.6  | 1.1 | .5  | .5  | 9.9  |
| 1986-87  | Sacramento  | 82    | 82  | 36.0 | .540  | .000 | .761 | 10.0 | 2.5 | .6  | .7  | 18.9 |
| 1987-88  | Sacramento  | 82    | 82  | 37.5 | .507  | .000 | .755 | 10.2 | 3.2 | .8  | .7  | 20.8 |
| 1988-89  | Houston     | 82    | 82  | 38.2 | .542  | .000 | .729 | 9.6  | 2.5 | 1.0 | .5  | 16.7 |
| 1989-90  | Houston     | 82    | 82  | 35.9 | .548  | .000 | .688 | 9.0  | 3.2 | .8  | .3  | 17.1 |
| 1990-91  | Houston     | 82    | 82  | 37.1 | .556  | .429 | .696 | 10.3 | 2.4 | .9  | .2  | 17.5 |
| 1991-92  | Houston     | 82    | 82  | 37.3 | .592  | .000 | .657 | 10.5 | 3.0 | .6  | .5  | 17.3 |
| 1992-93  | Houston     | 72    | 69  | 32.7 | .558  | .000 | .598 | 8.2  | 2.5 | .6  | .3  | 12.8 |
| 1993-94  | Houston     | 82    | 82  | 35.5 | .561  | .000 | .657 | 10.6 | 2.3 | .8  | .3  | 14.0 |
| 1994-95  | Houston     | 36    | 35  | 33.0 | .563  | .000 | .528 | 8.9  | 1.6 | .6  | .4  | 13.3 |
| 1994-95  | Portland    | 34    | 0   | 26.7 | .568  | .000 | .649 | 6.9  | 1.6 | .6  | .4  | 13.5 |
| 1995-96  | Detroit     | 82    | 82  | 34.6 | .530  | .000 | .710 | 8.4  | 1.9 | .6  | .5  | 14.2 |
| 1996-97  | Detroit     | 79    | 79  | 33.7 | .532  | .000 | .653 | 7.9  | 1.7 | .7  | .2  | 13.1 |
| 1997-98  | Vancouver   | 47    | 46  | 33.5 | .477  | .000 | .694 | 7.9  | 3.4 | .6  | .5  | 11.2 |
| 1997-98  | Sacramento  | 27    | 20  | 23.1 | .459  | .000 | .657 | 6.1  | 2.3 | .7  | .3  | 8.3  |
| 1998-99  | Washington  | 49    | 38  | 31.4 | .545  | .000 | .698 | 6.8  | 2.1 | .9  | .4  | 11.3 |
| 1999-00  | Miami       | 51    | 1   | 15.2 | .514  | .000 | .604 | 3.3  | .6  | .5  | .2  | 5.5  |
| 2000-01  | Charlotte   | 49    | 4   | 13.2 | .450  | -    | .833 | 3.0  | .6  | .2  | .1  | 2.8  |
| Total    | Total       | 1,257 | 989 | 31.7 | .546  | .047 | .687 | 8.2  | 2.2 | .7  | .4  | 14.0 |
| All-Star | All-Star    | 1     | 0   | 4.0  | 1.000 | -    | -    | -    | -   | -   | -   | 2.0  |

### Playoffs
| Año   | Equipo     | PJ | PT | MPP  | %TC  | %3P  | %TL  | RPP  | APP | ROB | TPP | PPP  |
| ----- | ---------- | -- | -- | ---- | ---- | ---- | ---- | ---- | --- | --- | --- | ---- |
| 1986  | Sacramento | 3  | 0  | 11.7 | .231 | -    | .462 | 4.0  | .0  | .0  | .3  | 4.0  |
| 1989  | Houston    | 4  | 4  | 38.0 | .649 | -    | .762 | 5.0  | 3.0 | 1.3 | .3  | 16.0 |
| 1990  | Houston    | 4  | 4  | 41.0 | .600 | -    | .684 | 8.3  | 1.8 | 1.3 | .0  | 20.0 |
| 1991  | Houston    | 3  | 3  | 38.7 | .579 | -    | .500 | 8.3  | 2.7 | .7  | .0  | 15.7 |
| 1993  | Houston    | 12 | 12 | 34.9 | .635 | -    | .651 | 8.6  | 2.6 | .5  | .1  | 14.5 |
| 1994  | Houston    | 23 | 23 | 37.1 | .572 | .500 | .567 | 9.9  | 2.3 | .6  | .4  | 11.3 |
| 1995  | Portland   | 3  | 0  | 22.0 | .571 | -    | .700 | 4.3  | .7  | .0  | .0  | 10.3 |
| 1996  | Detroit    | 3  | 3  | 33.7 | .542 | -    | .750 | 11.7 | 2.3 | .0  | .0  | 11.7 |
| 1997  | Detroit    | 5  | 5  | 30.4 | .512 | -    | .778 | 6.4  | .8  | .4  | .0  | 9.8  |
| 2000  | Miami      | 10 | 0  | 13.6 | .481 | .000 | .500 | 2.9  | .3  | .0  | .2  | 3.3  |
| 2001  | Charlotte  | 8  | 0  | 7.1  | .222 | -    | -    | 2.1  | .0  | .0  | .0  | .5   |
| Total | Total      | 78 | 54 | 28.9 | .569 | .333 | .631 | 7.0  | 1.6 | .4  | .2  | 10.1 |

## Logros personales
- Elegido para el All-Star Game en 1992.
- Campeón de la NBA en 1994.
- Fue 2.º en dos ocasiones en porcentaje de tiros de campo de la NBA (14.º histórico de todos los tiempos).